# 又見炊煙
《又見炊煙》，華語經典歌曲。原曲取自日本童謠〈故鄉的秋天〉，作曲海沼實。國語版由莊奴填詞，1978年發行，原唱鄧麗君。這首歌曲在華人世界中享有極高的知名度與傳唱度。也曾在哆啦a夢<說話噴霧>中有播出。

## 收錄專輯
1978年時，正值鄧麗君初赴日本樂壇發展期間，此時鄧麗君雖然已將她的事業重心放在日本，但她為了能同時兼顧到廣大的華人市場，還是會定期錄製出版華語唱片。〈又見炊煙〉發行於1978年，當時寶麗金唱片在台灣地區尚無分公司，因此該唱片公司的專輯先後由合作廠商歌林唱片和金聲唱片代理發行。在台灣部分，〈又見炊煙〉收錄於鄧麗君同名專輯《又見炊煙》中，1978年8月由歌林唱片發行。在香港部分，〈又見炊煙〉收錄於鄧麗君暢銷專輯《島國之情歌第五集》中，1978年9月21日由香港寶麗金唱片發行。

## 歌曲簡介
〈又見炊煙〉原曲出自日本童謠〈故鄉的秋天〉，曲由海沼實完成於日本昭和20年（1945年），是一首日本童謠，日文版原唱者為川田正子。其實〈故鄉的秋天〉的由來，是原創作者因為思念外出打仗的父親，擔心他的安危，心有所感而寫下的歌謠。經過多年流傳下來後，〈故鄉的秋天〉已經成為日本家喻戶曉的民間童謠，日本寶麗金公司在1978年時相中它，將它重新填詞改編成國語歌曲，交由鄧麗君來演唱，故請台灣詞人莊奴填詞，遂完成今日的〈又見炊煙〉。

## 原唱与翻唱
鄧麗君在推出〈又見炊煙〉之前，早已發行過許多膾炙人口的歌曲，如1972年的〈南海姑娘〉和〈千言萬語〉、1973年的〈路邊的野花不要採〉以及1977年的〈月亮代表我的心〉等，《鄧麗君之歌：又見炊煙、儂情萬縷》 KL-1147〈又見炊煙〉在1978年8月推出之後頗受好評，成為當時其它歌手爭相翻唱的歌曲。1980年4月20日，和鄧麗君同屬歌林唱片旗下歌手池秋美就曾將〈又見炊煙〉收錄在自己的專輯《鄉情》KL-1189中，但她所獲得的迴響完全不及鄧麗君。〈又見炊煙〉在鄧麗君諸多代表作之中，雖然不像〈月亮代表我的心〉、〈小城故事〉或〈甜蜜蜜〉般那樣膾炙人口，但它亦被許多後輩歌手們不斷重新翻唱。其中最廣為人知的當屬王菲在1995年收錄於《菲靡靡之音》中的版本。王菲將〈又見炊煙〉改編得輕快俏皮，有別於鄧麗君的版本。